# Église Saint-Martial de Saint-Martial-le-Mont
Pour les articles homonymes, voir Église Saint-Martial.
L'église Saint-Martial est une église située à Saint-Martial-le-Mont, dans le département français de la Creuse en France. Construite au XIIIe siècle, elle est inscrite au titre des monuments historiques en 1969.

## Localisation
L'église est située sur la commune de Saint-Martial-le-Mont dans le département français de la Creuse en région Nouvelle-Aquitaine.

## Historique
L'église a été construite au XIIIe siècle.
L'édifice est inscrit au titre des monuments historiques en 1969.